# Trachelas transversus
Espèce
Synonymes
- Trachelas morosus Banks, 1909

Trachelas transversus est une espèce d'araignées aranéomorphes de la famille des Trachelidae.

## Distribution
Cette espèce se rencontre au Mexique et au Costa Rica.

## Description
Les mâles mesurent de 5,08 à 5,90 mm et les femelles de 4,93 à 5,29 mm.

## Publication originale
- F. O. Pickard-Cambridge, 1899 : Arachnida - Araneida and Opiliones. Biologia Centrali-Americana, Zoology. London, vol. 2, p. 41-88 (texte intégral).